# Rhinopithecus brelichi
Il rinopiteco dal mantello bianco (Rhinopithecus brelichi Thomas, 1903), noto anche come rinopiteco grigio o rinopiteco del Guizhou, è un primate della famiglia dei Cercopitecidi.

## Descrizione
Gli adulti sono ricoperti da peli lunghi e sottili, generalmente di un colore che dal marrone della parte superiore del corpo sfuma nel grigio di quella inferiore, con una macchia bianca tra le scapole. La testa, il collo e la parte terminale degli arti sono di colore nero, fatta eccezione per la regione sopracciliare, di colore dorato. Di colore dorato è anche il petto, mentre la parte interna delle ginocchia e degli arti superiori è castana. Sulla faccia si estende una zona di pelle glabra di colore bianco-bluastro, che diviene rosa attorno agli occhi e alla bocca; il sopracciglio sporgente e le ossa nasali ridotte danno come l'impressione che abbia il naso tronco. I giovani sono di colore grigio, con gradazioni che variano in base all'età. I maschi adulti sono più vivacemente colorati delle femmine adulte, e presentano una vistosa zona di pelle bianca sui capezzoli prominenti. I dati riguardanti le dimensioni sono limitati, ma due esemplari maschi adulti pesavano in media 14,5 kg, e una femmina adulta pesava 8 kg; la lunghezza testa-corpo è di 64–73 cm e la coda misura 70–97 cm.

## Distribuzione e habitat
La presenza del rinopiteco dal mantello bianco è confermata unicamente entro i confini della riserva naturale di Fanjingshan sui monti Wuling, nella provincia del Guizhou, in Cina. Tuttavia, in base ad una testimonianza non pubblicata, un gruppo di 20 individui si sarebbe spostato dalla riserva verso una comunità forestale vicina (Lijiadashan), e alcune testimonianze aneddotiche indicherebbero la presenza di un'altra popolazione nella riserva naturale di Jinfoshan.
L'habitat di questa specie è costituito sia da foreste decidue miste che di latifoglie sempreverdi, aree di foresta secondaria incluse, ma non da foreste di conifere. Tra queste figurano boschi composti esclusivamente da querce asiatiche (Cyclobalanopsis spp.) e faggi (Fagus sinensis), nonché associazioni miste costituite da ciliegi (Prunus spp.), aceri (Acer spp.), Rhododendron spp. e betulle (Betula spp.). In estate vive ad altitudini comprese tra i 1400 e i 2300 m, ma in inverno, durante le forti nevicate, scende fino a 570 m di quota. Si ritiene che la specie utilizzi la maggior parte del terreno della riserva. Nella regione, al di sopra dei 1600 m, cadono ogni anno più di 2000 mm di pioggia. D'inverno le nevicate sono frequenti, e per cinque mesi all'anno le temperature scendono sotto il punto di congelamento, anche se i valori medi mensili non scendono mai sotto lo zero.

## Biologia
Questa specie ha abitudini diurne e semi-arboricole, anche se trascorre la maggior parte del tempo tra le cime degli alberi. Per spostarsi utilizza molteplici tipi di locomozione, tra cui «andatura quadrupede, semi-brachiazione e, all'occasione, brachiazione vera e propria».
Si nutre di una gran varietà di giovani foglie e boccioli, corteccia, frutti, alcuni tipi di picciolo (ad esempio quelli delle foglie di Fagus sinensis), semi (ad esempio quelli di Prunus spp. e Sorbus spp.) e larve di insetto. Dal momento che la specie abita in foreste temperate, soggette al mutamento stagionale, anche la dieta varia a seconda delle stagioni: ad esempio, durante i primi tre mesi dell'anno le foglie costituiscono appena il 7% della dieta, ma questo valore sale fino al 93% durante i tre mesi successivi. Frutta e semi possono costituire il 35% della dieta nel periodo che va da giugno a settembre.
La struttura sociale è basata su piccoli gruppi che si uniscono in bande più grandi costituite anche da 400 o più individui che si spostano, alimentano e dormono insieme. Ogni gruppo è composto generalmente da 5-10 esemplari, vale a dire un maschio dominante e alcune femmine con i piccoli. Vi sono inoltre gruppi di scapoli costituiti da due a cinque maschi adulti o sud-adulti, che di solito orbitano intorno alla periferia di una banda. A seconda delle stagioni queste unità più grandi si suddividono in gruppi composti da un numero variabile di individui.

## Conservazione
Pur essendo protetto dalla legge, il rinopiteco dal mantello bianco è gravemente minacciato dalla distruzione delle foreste in cui vive per far spazio a nuovi terreni agricoli, dall'estrazione mineraria e dalle uccisioni involontarie da parte dei cacciatori. Secondo un censimento del 2008, vi sarebbero in tutto circa 750 esemplari, più o meno quanti ne erano stati censiti nel 2005. La riserva di Fanjing, che ricopre l'intero areale della specie, è stata istituita solamente nel 1978 e secoli di attività minerarie hanno spazzato via la foresta dalle pendici settentrionali dei monti; i programmi di rimboschimento, tuttora in atto, non sono ancora stati in grado di ripristinare un manto forestale che possa garantire un ambiente ideale per queste scimmie.